# Stadio di Cornaredo
Lo stadio di Cornaredo è un impianto polisportivo della città svizzera di Lugano, in Canton Ticino.
Costruito entro il 1951, fin dall'inaugurazione ospita le partite casalinghe delle due principali squadre calcistiche cittadine, il Lugano e il Rapid Lugano; dal 2016 ospita anche la squadra di football americano dei Lugano Rebels, che usufruisce di uno dei campi accessori.
In termini di capienza è la maggiore arena scoperta della Svizzera italiana.
Dal 2023, nel quadro della costruzione del nuovo Polo sportivo e degli eventi (PSE), sono iniziati i lavori che porteranno all'edificazione di un nuovo stadio e alla trasformazione dell'impianto esistente in semplice campo di atletica.

## Storia

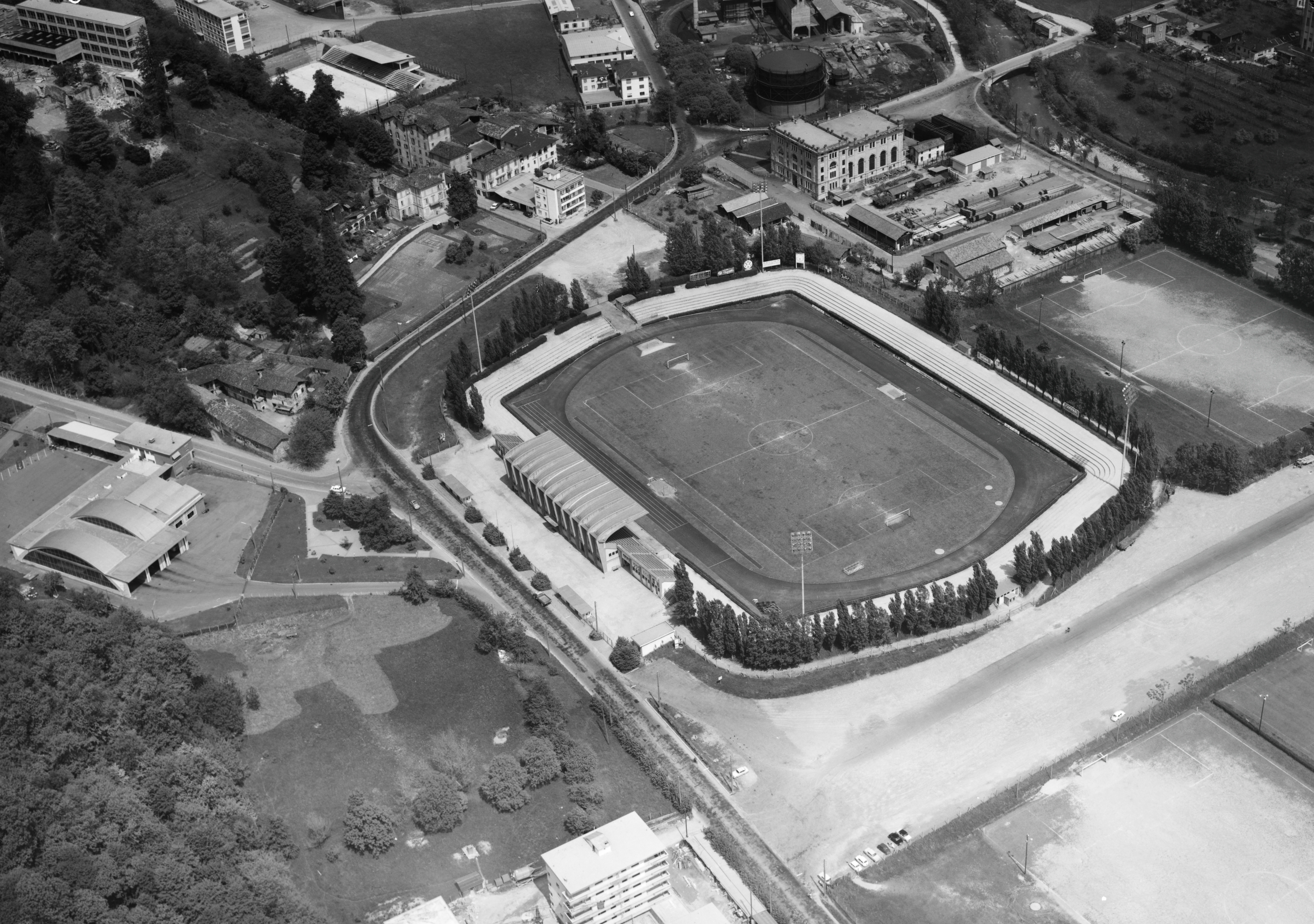
Lo stadio nel 1964, con la sola tribuna centrale coperta e il vecchio "semi-anello" di curva e distinti

Al principio degli anni cinquanta del '900 la dismissione dell'arena polisportiva Campo Marzio, sita nel quartiere di Castagnola-Cassarate (fino ad allora adottata come terreno di casa del Lugano), rese necessaria l'edificazione di un nuovo stadio a servizio delle società sportive luganesi.
L'impianto venne costruito nel quartiere di Molino Nuovo e completato entro il 1951: la partita inaugurale fu un'amichevole tra il Lugano e il Chiasso, vinta dai bianconeri per 7-0.
Il 25 novembre dello stesso anno anche la nazionale Svizzera vi disputò per la prima volta una partita, affrontando in amichevole l'Italia: davanti a 32 500 spettatori, la sfida si risolse sull'1-1.
La struttura era inizialmente composta da un'unica tribuna stabile: tutt'intorno al campo si sviluppava un terrapieno erboso, anch'esso adibito all'accesso degli spettatori. Non essendoci un limite preciso alla capienza dell'impianto (tolta la tribuna, la gran parte dei posti era in piedi) l'afflusso di pubblico poteva essere cospicuo: a titolo d'esempio, durante il Mondiali di calcio Svizzera 1954, 35 000 persone si assieparono attorno al prato per assistere all'incontro ufficiale Italia-Belgio.

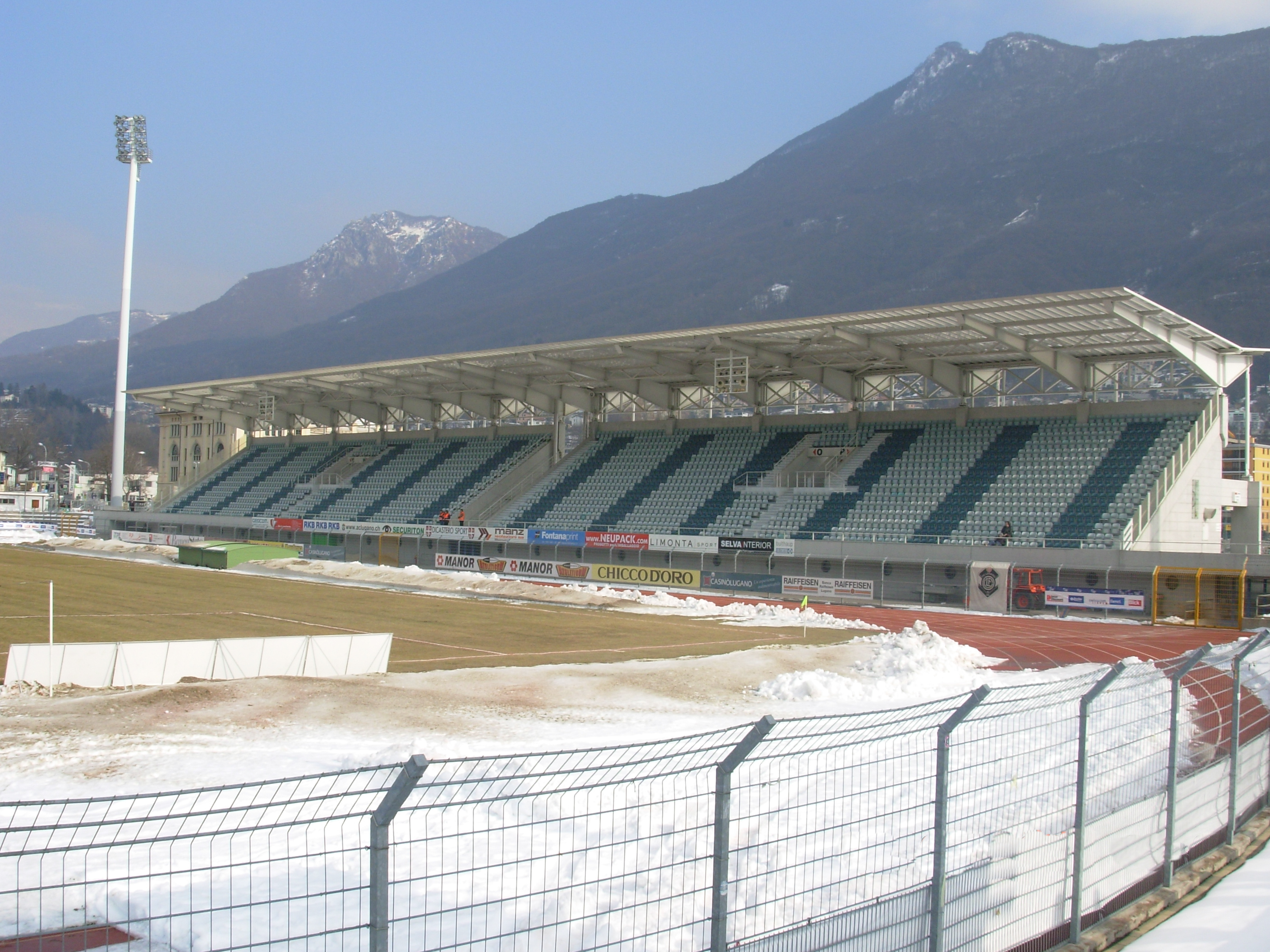
La tribuna Monte Brè dopo i lavori degli anni 1980

Lo stadio venne poi dotato su tutto il suo perimetro di basse gradinate in calcestruzzo, che costituivano un semi-anello (dalla peculiare forma esagonale) alle spalle delle porte e sul rettilineo opposto alla tribuna centrale. Quest'ultimo negli anni 1980 fu abbattuto e ricostruito, prendendo il nome di tribuna Monte Brè; la capacità massima degli spalti fu fissata a circa 16 000 spettatori.
Sul finire degli anni novanta, considerati i buoni risultati sportivi ottenuti dal Lugano (che era riuscito più volte a qualificarsi alle coppe europee) e alla luce del fatto che in quel tempo varie città elvetiche si stavano dotando di stadi più moderni in vista del Campionato europeo di calcio 2008, le autorità cittadine luganesi e la dirigenza societaria iniziarono a discutere la possibilità di ampliare, rimodernare o addirittura ricostruire completamente lo stadio, che ormai palesava crescenti limiti e obsolescenze strutturali. Nel 2003 il fallimento del Lugano, obbligato a ripartire dalle leghe regionali, fece tuttavia risolvere le intenzioni in un nulla di fatto.
Della costruzione di uno stadio nuovo si riparlò nel 2007, allorché l'Associazione Svizzera di Football rese noto che qualora il Lugano fosse tornato in prima serie, Cornaredo non avrebbe ottenuto l'omologazione per ospitare incontri di Super League, in quanto non ottemperante alle normative strutturali vigenti (peraltro contestate dai club minori) sullo standard degli stadi elvetici. Il municipio di Lugano corse ai ripari nel 2008 con alcuni interventi urgenti di adeguamento strutturale.
Questi ultimi migliorarono la situazione, tanto che nella stagione 2008-2009 il Bellinzona (impossibilitato ad utilizzare il proprio piccolo e vetusto stadio casalingo) optò per disputare a Cornaredo le prime due partite casalinghe di Coppa UEFA 2008-2009. L'agibilità venne concessa previa apertura al pubblico delle sole tribune coperte, mentre le gradinate e le curve vennero chiuse. Superati i preliminari, i granata scelsero tuttavia di proseguire il torneo affittando il più moderno e capiente St. Jakob-Park di Basilea.
Nel 2015, a seguito della promozione del Lugano in Super League, lo stadio venne ancora rimaneggiato onde conformarlo nuovamente alle normative di sicurezza e garantirgli l'agibilità per le partite della prima lega svizzera. Nello specifico la capienza della tribuna centrale (ove le panche in legno sono state sostituite da seggiolini di plastica) è stata ridotta a circa 900 posti (previa chiusura delle ali laterali prive di copertura e implementazione di nuove postazioni per giornalisti e radiotelecronisti). La capienza del settore ospiti e della curva dei tifosi interni è stata rispettivamente bloccata a circa 800 e 1600 spettatori. Non è invece variata la capienza della tribuna Monte Brè, pari a 2700 posti. L'impianto così riattato può pertanto ospitare un massimo di 6500 spettatori.

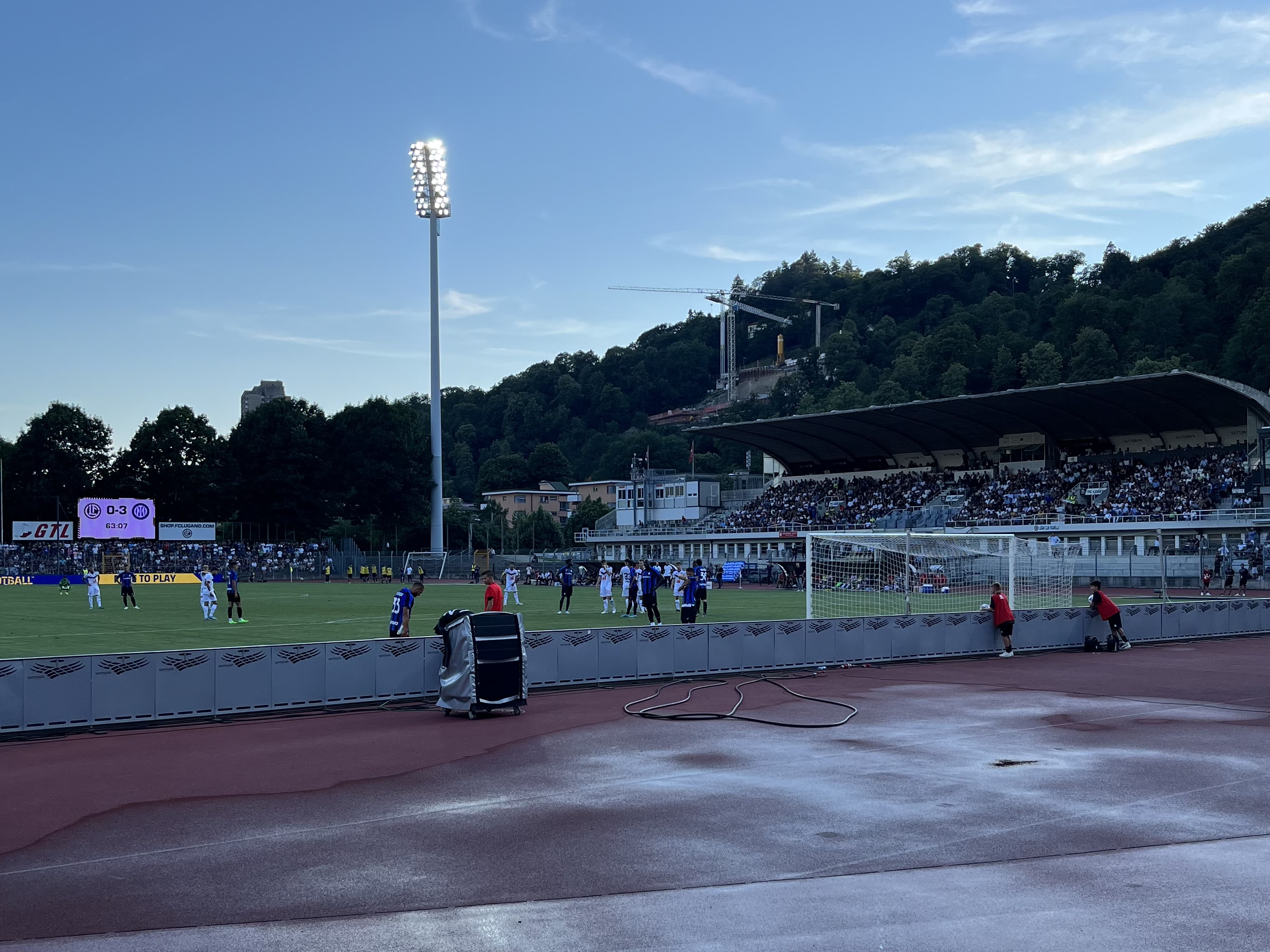
Il Cornaredo durante un’amichevole tra Lugano e Inter nell’estate 2022

La carenza e l'obsolescenza infrastrutturale di Cornaredo tornarono d'attualità nel 2017, allorché (complice l'assenza di seggiolini in curva e gradinata) il Lugano non poté giocarvi le proprie gare interne di Europa League. Avendo infatti giudicato troppo oneroso l'intervento di adeguamento richiesto dalla UEFA, il club bianconero preferì affittare la Swissporarena di Lucerna.

### La ricostruzione: dal "Sigillo" al PSE
Il 12 marzo 2013 la città di Lugano lanciò un concorso di progetti per il rinnovamento del polo sportivo di Cornaredo: la giuria scelse infine il progetto denominato "Sigillo", presentato dagli architetti Giraudi, Radczuweit, Cruz e Ortiz, che prevede la costruzione di un nuovo moderno stadio da 10 000 posti, completamente coperto e dotato di un ampio autosilo, a latere del vecchio impianto (destinato a essere preservato come mero campo di atletica, privo di spalti); attorno ad esso sorgerebbero anche un nuovo palazzetto dello sport e immobili ad uso residenziale ed amministrativo. Nel marzo 2015 il municipio di Lugano ha avviato le pratiche per l'inizio dei lavori; nel 2021 un referendum popolare tra i cittadini ha dato il via libera alla realizzazione del progetto, frattanto modificato, denominato Polo sportivo e degli eventi (PSE) e inclusivo dell'edificazione anche di un nuovo palasport e della riqualificazione del centro sportivo al Maglio, ubicato poco più a nord, nel Piano della Stampa, sulle rive del Cassarate.
A giugno 2023 venne presentato il progetto esecutivo del PSE, da eseguirsi a lotti: dal 2023 al 2025 per la costruzione del nuovo stadio (a latere del vecchio), dal 2024 al 2026 per l'edificazione del palasport, dal 2025 al 2028 per erigere le torri e gli edifici destinati a ospitare la sede della polizia comunale, servizi allo sport e aree commerciali, nonché il nuovo parco urbano inclusivo di campo d'atletica (risultato della riattazione del "vecchio" Cornaredo), infine dal 2026 al 2029 per implementare gli edifici anche nella zona ovest, un nuovo autosilo e le aree esterne a uso privato.

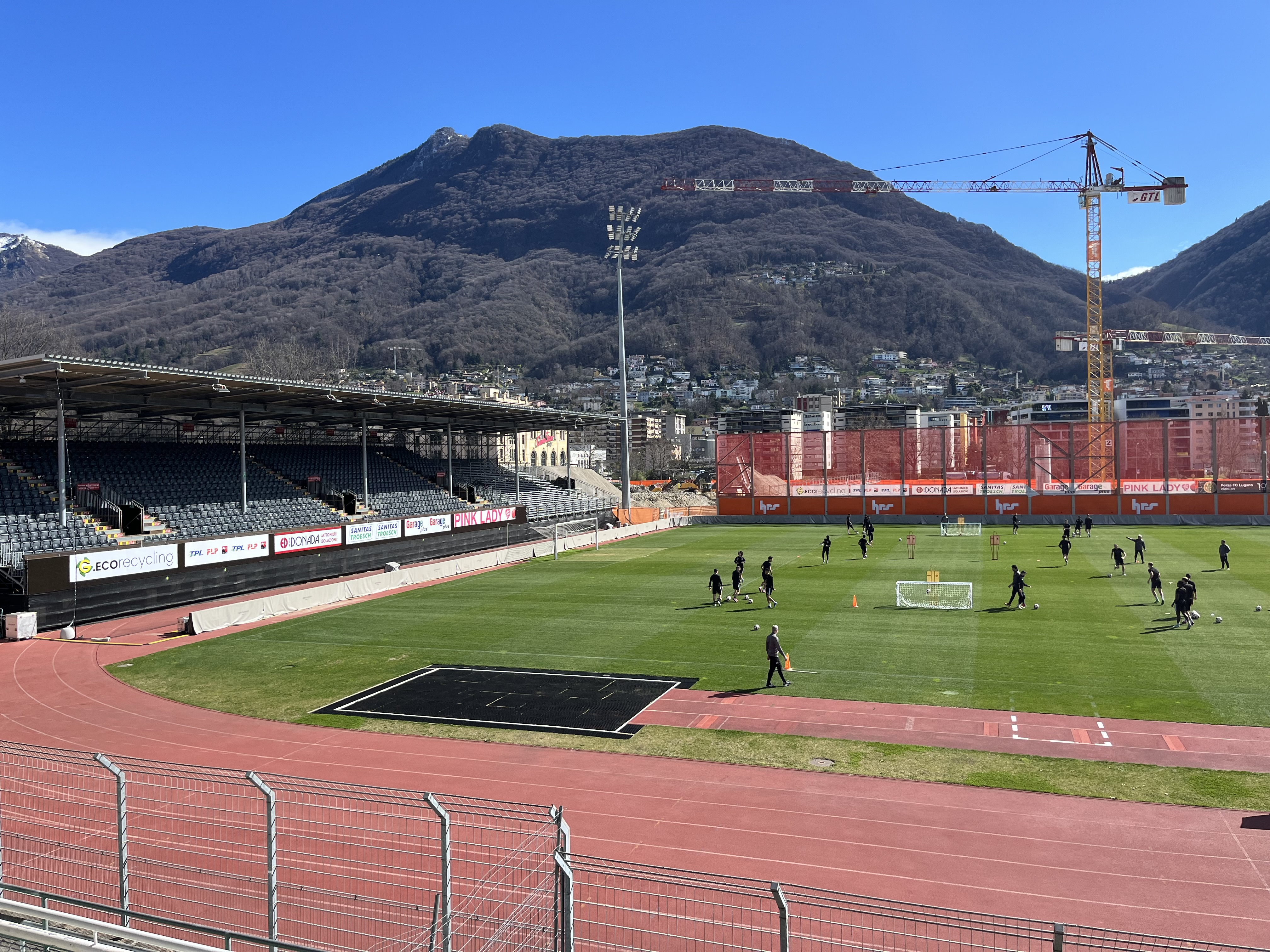
Lo stadio di Cornaredo durante la costruzione del nuovo impianto calcistico. La tribuna Monte Brè è stata abbattuta e sulla pista di atletica sono state montate delle tribune temporanee. (2024)

I lavori per il PSE sono partiti a giugno 2023 con la chiusura delle curve, la demolizione della tribuna Monte Brè e l'avvio degli scavi finalizzati a creare le fondamenta del futuro impianto a uso calcistico, che per motivi di sponsorizzazione si chiamerà AIL Arena: lo storico stadio di Cornaredo viene comunque mantenuto agibile preservando la tribuna centrale ed edificando due curve provvisorie, in prefabbricato metallico, poste sopra la pista di atletica (che resta agibile solo sul rettilineo dei 100 m) e direttamente affacciate sul prato. La capienza effettiva cala così a 4872 posti a sedere. I locali tecnici e di servizio un tempo ospitati nella "Brè" vengono trasferiti a loro volta in strutture temporanee.

## Struttura
Lo stadio è inserito all'interno del centro polisportivo di Cornaredo, comprendente anche una palestra, uno skatepark, due campi da calcio in sintetico e tre in erba e un campo in sintetico per l'hockey su prato.
L'impianto ha presentato storicamente una struttura a pianta ellittica: il campo da calcio (in erba naturale, che misura 105x68 m) era separato dagli spalti dalla pista di atletica leggera. Le gradinate però non seguivano l'ellissi della pista, ma descrivevano una forma vagamente esagonale, con vistosi "angoli" in mezzo alle curve.
A seguito dell'avvio della ristrutturazione (con chiusura e abbattimento delle vecchie curve scoperte - sostituite da installazioni provvisorie e della tribuna Monte Brè), dal 2023 questi sono i settori dell'impianto, che può ospitare fino a 4.872 posti:
- Tribuna centrale: costruita nel 1951 ad ovest del terreno di gioco, è parzialmente coperta ed era originariamente l'unico spalto stabile dell'impianto. Ospita al suo interno i locali tecnici dello stadio (spogliatoi, sala stampa).
- Curva Nord: settore coperto (dal 2023), ospita i gruppi della tifoseria organizzata al seguito del FC Lugano.
- Curva Sud: settore coperto (dal 2023), è dedicata alle tifoserie ospiti e al tifo organizzato del Rapid Lugano.

L'illuminazione del terreno di gioco è garantita da quattro torri faro angolari.

## Gare disputate durante il campionato mondiale di calcio 1954
| Lugano 20 giugno 1954 | Italia | 4 – 1 | Belgio | Cornaredo (35.000 spett.) |

## Partite della Nazionale svizzera ospitate a Cornaredo
| Lugano 25 novembre 1951 | Svizzera | 1 – 1 | Italia | Cornaredo (32.500 spett.) |

| Lugano 8 novembre 1967 | Svizzera | 5 – 0 | Cipro | Cornaredo (5.000 spett.) |

| Lugano 24 marzo 1982 | Svizzera | 2 – 1 | Portogallo | Cornaredo (13.800 spett.) |

| Lugano 24 aprile 1996 | Svizzera | 2 – 0 | Galles | Cornaredo (8.500 spett.) |

| Lugano 29 marzo 2000 | Svizzera | 2 – 2 | Norvegia | Cornaredo (8.500 spett.) |

| Lugano 24 maggio 2008 | Svizzera | 2 – 0 | Slovacchia | Cornaredo (10.100 spett.) |

| Lugano 3 giugno 2016 | Svizzera  | 2 – 1 | Moldavia | Cornaredo (5.700 spett.)\| Arbitro: \| Hernandez \| |
| Arbitro:             | Hernandez |       |          |                                                     |

| Lugano 8 giugno 2018 | Svizzera | 2 – 0 | Giappone | Cornaredo (6.800 spett.) |

| Lugano 14 novembre 2018 | Svizzera | 0 – 1 | Qatar | Cornaredo |